# 明图·图奥米宁
明图·图奥米宁（芬蘭語：Minttu Tuominen，1990年6月26日—），芬兰女子冰球运动员。她曾代表芬兰参加2010年、2014年、2018年和2022年冬季奥林匹克运动会冰球比赛，共获得三枚铜牌。